# 몰몬경
몰몬경(The Book of Mormon, 부제 : 예수 그리스도의 또 하나의 성약)은 예수 그리스도 후기성도 교회에서 성경과 더불어 공인하는 경전 중의 하나이다. 예수 그리스도 후기성도 교회에서는 몰몬경이, 교회의 초대 회장인 조셉 스미스 주니어가, 하나님이 보낸 천사인 모로나이의 지시에 의해, 땅속에서 발굴한 금판 원본을 영어로 번역하여 출간한 책이라고 여긴다. 하나님이 살아계심과 예수 그리스도가 하나님의 독생자로서 온 인류의 구세주이며, 이스라엘의 하나님임을 가르치고, 온 세상에 복음이 선포되어야 하는 필요성에 대한 가르침이 주 내용이다. 몰몬경이라는 제목은 고대 미대륙에서 하나님의 백성이었던 니파이인들의 영감과 역사를 요약 기록한 역사가이자 선지자라고 전하는 몰몬의 이름에서 유래된 것이며, 이 경전의 명칭으로 인해 예수 그리스도 후기성도 교회는 사회적으로 몰몬교(모르몬교)라는 별칭을 가지고 있기도 하다. 2011년 3월 31일 기준으로 현재까지 1억5천만 부가 출판되었고, 108개국어로 번역되어 매년 약 500만 부씩 출판 판매되고 있다.

## 역사: 금판 원본의 발견과 번역

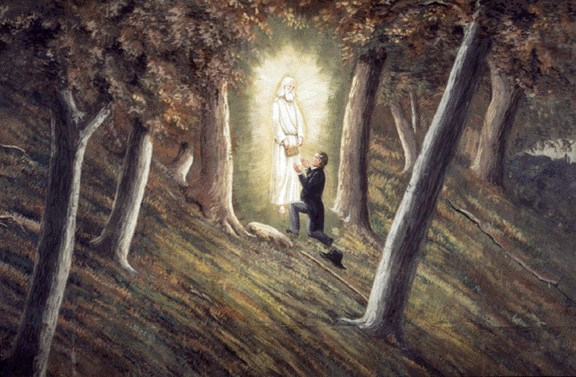
1827년 9월 22일 조셉 스미스가 구모라 언덕에서 몰몬경 금판 원본을 모로나이로부터 받는 장면을 나타낸 그림

조셉 스미스는 1820년 이른 봄, 그의 나이 14세 때 하나님께 기도하는 중에 빛 기둥 속의 하나님과 예수를 만나 계시를 받았다고 전해진다. 그로부터 약 3년 반 후인 1823년 9월 22일, 하나님이 보낸 모로나이 천사의 방문과 가르침을 받아 다시 4년 뒤 뉴욕주 팔마이라 근처 언덕에서 큰 돌 아래 묻힌 돌상자에서 금판을 꺼냈다고 전해진다. 스미스는 학력이 낮아서 읽고 쓰기를 겨우 할 줄 아는 수준이었으나, 하나님의 권세와 영감을 받아 금속판을 구술로 번역하였다고 하며, 이 때 조셉의 아내인 교사 출신의 에머와 부유한 농부였던 마틴 해리스, 그리고 교사인 올리버 카우드리가 기록 서기로 봉사했다. 번역의 대부분은 올리버가 서기로 일하기 시작한 지 석 달이 채 되지 않아 끝났다. 예수 그리스도 후기성도 교회에서는 마틴해리스, 데이비드 휘트머, 올리버 카우드리를 '세 증인'이라 하여 몰몬경 원본의 목격자들로 중요하게 여기며, 이 외에도 여덟 명의 증인이 있는데 이들의 증언이 몰몬경 서문에 기록되어 있다. 증인들은 교회에 끝까지 남은 이, 떠난 이, 떠났다가 다시 돌아 온 이, 돌아오지 않은 이들이 있는데, 그들은 생애 동안 이 증언을 부인하도록 많은 유혹과 압력을 받았음에도 하나 같이 그 증언을 이 생애 동안 지켰으므로 이로써 몰몬경의 진실성과 정통성을 증명한다고 여긴다.

## 구성
몰몬경은 고대 미 대륙에 살았던 백성들의 기록이라고 전한다. 네 종류의 금속판이 이 경전 자체에서 언급되고 있다.
1. 니파이의 판. 이에는 두 가지 즉 작은판과 큰판이 있다. 전자가 좀더 특별히 영적인 문제와 선지자들의 성역과 가르침을 주로 다루고 있는 반면, 후자는 대부분 관계되는 백성의 세속적 역사를 다루고 있다(니파이전서 9:2~4)[4]. 그러나 모사이야 시대부터는, 큰판에도 중요한 영적인 사항이 포함되어 있다.
2. 몰몬의 판. 이것은 몰몬이 니파이의 큰판을 요약하고, 많은 주석을 더한 것이다. 여기에는 또한 몰몬이 계속하여 기록한 역사와 그의 아들 모로나이가 부가한 것이 들어 있다.
3. 이더의 판. 이것은 야렛인들의 역사를 전하는 것이다. 모로나이가 이 기록을 요약한 후, 자신의 말을 부가하였고 그 기록을 일반적인 역사와 합쳐서 “이더서”[5] 라 이름하였다.
4. 놋쇠판. 기원전 600년에 리하이 백성들이 예루살렘에서 가져왔다. 여기에는 “모세의 다섯 책과 … 또한 태초로부터 유다 왕 시드기야 치세 초에 이르기까지의 유대인의 기록과 또한 … 거룩한 선지자들의 예언”(니파이전서 5:11~13)[6] 이 실려 있다. 이사야와 그 외에 성경에 있거나 있지 않은 많은 선지자들의 글이 이 판에서 많이 인용되어 몰몬경에 나오고 있다.

몰몬경은 열다섯 편 또는 구분으로 되어 있는데, 하나를 제외하고는, 이를 서라고 하며 각각 그 주된 저자의 이름으로 지칭하고 있다. 맨 앞부분은(맨 앞의 여섯 권으로 옴나이서까지 주전 600년~주전 130년까지의 기록)) 니파이의 작은판에서 번역된 것이다. 옴나이서와 모사이야서 사이에는 몰몬의 말씀 이 삽입되어 있다. 이 삽입부는 작은판에 새겨진 기록과 몰몬의 큰판 요약을 연결해준다. 가장 긴 부분인, 모사이야서에서 몰몬서 제7장 끝까지는 몰몬이 니파이의 큰판을 요약한 것을 번역한 것이다. 완결 부분 곧 몰몬서 제8장에서 이 책 끝까지는 몰몬의 아들 모로나이가 새겼으며(주전 130년 ~ 주후 385년 사이의 기록), 모로나이는 그의 부친의 생애의 기록을 완성한 후, 야렛 백성의 기록의 요약을 만들고(이더서라 함), 모로나이서로 알려진 부분을 나중에 더하였다. 주후 421년경에, 마지막 니파이인 선지자이자 역사가였던 모로나이는, 성스러운 이 기록을 봉한 후, 하나님의 음성이 고대 선지자들을 통하여 예고하신 대로 후일에 이 기록들이 나아오도록, 주께로 감추었다. 주후 1823년 바로 이 모로나이가, 이 때는 부활한 몸으로, 선지자 조셉 스미스를 방문하였고 뒤이어 그 새겨진 판을 그에게 넘겨 주었다. 이 인쇄본에 대하여: 영문판 몰몬경의 과거 인쇄본들에는 본문 안에 사소한 오류가 지속되었는데 이 인쇄본에는, 출판전의 원고들 및 선지자 조셉 스미스가 발행한 초기 인쇄본들과 내용을 일치시키기 위해 적절하다고 생각되는 교정을 포함시켰다.
- 니파이전서(First Nephi)
- 니파이후서(Second Nephi)
- 야곱서(Book of Jacob)
- 이노스서(Book of Enos)
- 예이롬서(Book of Jarom)
- 옴나이서(Book of Omni)
- 몰몬의 말씀(Words of Mormon)
- 모사이아서(Book of Mosiah)
- 앨마서(Book of Alma)
- 힐라맨서(Book of Helaman)
- 제3니파이서(Third Nephi)
- 제4니파이서(Fourth Nephi)
- 몰몬서(Book of Mormon)
- 이더서(Book of Ether)
- 모로나이서(Book of Moroni)

## 내용
몰몬경은 기원전 6세기경 시드기야 왕 치세 초기에 이스라엘로부터 배편으로 바다를 건너 아메리카 대륙으로 이주한 일단의 히브리인의 이야기로, 선지자로서 요셉 지파의 후손인 리하이 일행이 하나님의 인도를 받아 이주한 그들이 큰 민족과 문명을 이루면서 큰 나라를 세우고 화합, 전쟁, 패망, 회개, 번영을 되풀이하였던 천 년 여 동안의 기록이다. 또한 그 내용 중 다른 시대의 기록으로서 바벨 탑 시대 때(기원전 2,200년경) 야렛 백성으로 불리는 일단의 무리가 미 대륙으로 건너와 큰 민족을 이루었다가, 히브리인들이 미 대륙에 정착하기 직전인 기원전 6세기경 멸망당한 시기까지 1,600년 동안의 고대 기록이 포함되어 있다고 여긴다. 이 기사를 기록한 선지자인 이더의 이름을 따서 이더서로 기록되어 있다.
성경(에스겔 37:16~17)에서 출현이 예언되어 있다고 밝히는 이 몰몬경의 내용에는 주후 34년경 골고다의 십자가에서 대속의 죽음에 이어 3일 만에 부활한 예수 그리스도가 승천한 이후 이 백성들에게 친히 나타나 가르친 내용도 포함되어 있는데, 이는 예수께서 예루살렘에서 제자들에게 가르칠 때 이 무리에 속하지 않은 양들에게로 가리라고 예수께서 예언(요한복음 10:16)한 바와 같다고 한다.
이 백성들이 나중에는 두 민족으로 대립하여 오던 끝에 주후 5세기 초에 최후의 전쟁으로 레이맨인(아메리카 인디언의 조상이 되는 타락한 비문명적 집단)만이 살아 남게 된다는 내용이다. 그 요지는 하나님을 믿고 그의 계명을 지키라는 것이고 예수 그리스도는 온 세상의 구세주, 구속주, 대속주이고, 이스라엘의 영원하신 하나님이시라는 사실을 선포하고 증거하는 내용이다. 그러므로 성경과 짝을 이루며, 성경은 몰몬경을 지지하고, 몰몬경은 성경의 참됨을 증거한다고 한다.

## 경전에 대한 관점의 폐쇄성과 개방성
몰몬경을 표준 경전으로 공인하고 있는 예수 그리스도 후기성도 교회에서는 성경의 폐쇄성을 믿지 않고, 하나님이 현재도 말씀하시고 기록된다는 경전의 개방성을 믿는다는 점이 기존의 다른 기독교의 경전관과 다른 점이다. 즉, 성경은 그 책의 수량이나 내용이 처음부터 고정 불변으로 확정된 것이고, 그 구절이나 글자들이 오류가 없는 완전 무결한 책이라고 믿는 것이 후기성도교회에서 주장하는 성경의 폐쇄성인데, 이 관점은 유일한 단 하나의 성경으로 해석 방법이 각기 다양하여 성경을 근거로 상반되는 여러 교리 체계와 종파가 존재하는 사실에 대해 그 사유를 설명하지 못한다고 본다. 그 대신 성경은 원래 영감받은 완전한 책이나 시대에 따라 추가되어 온 책이며, 오랜 기간 동안 원본은 모두 사라지게 되고 여러 세대를 거치는 동안 여러 차례 수기 사본으로 전래되고, 수 차례 다른 언어로 거듭 번역되는 과정에서 유실된 부분이나 일부 오 번역 발생으로 원본과 달라진 부분이 있음을 인정하는 것이 후기성도교회에서 주장하는 성경의 개방성이다. 이를테면 신약성경에서 인용한 경전이 구약에 존재하지 않거나, 성경에 언급된 다른 경전 들이 성경에 포함되어 있지 않아 전래 과정에서 유실된 것을 나타내고 있다. 성경에 대한 개방성의 관점에 의하면, 성경이 기록되고 경전으로 공인되어 온 과정과 같이, 선지자나 사도가 계시 받거나 영감 받아 기록한 글이 있을 때 그것을 교회에서 공식적으로 공인할 경우 바로 경전으로 추가된다는 것이다. 따라서 이 교회는 설립 당시부터 부름 받은 선지자와 사도가 존재한다고 보며 이들에 의해 앞으로도 경전이 더 추가될 수 있다는 것이다.

## 역사적 신빙성에 대한 비판
고고학계와 역사학계에서는 몰몬경이 고대 아메리카 대륙의 역사에 대한 사실을 기술한다고 보지 않는다. 이런 역사적 신빙성에 대한 비판은 크게 4가지 주제로 귀결된다.
- 몰몬경에서 기술한 위치들과 미국의 고고학적 지역 간의 상호성이 결여되어 있다.[15]
- 몰몬경에서 증언하는 플라이스토세 이후, 콜럼버스 이전의 시대에 대한 증언이 실제 고고학과 역사학적 증거들과 부합하지 않는다. 소(cattle),[16] 말,[17] 당나귀,[17] 거세소(ox),[17] 양, 돼지, 염소,[18] 코끼리,[19] 밀, 강철,[20] 황동, 사슬, 철, 시미터, 전차에[21] 대한 기록이 그렇다.
- 아메리카 원주민 언어와 근동 지역의 언어 간 언어학적 연계가 결여되어 있다.
- 아메리카 원주민과 근동 지역의 민족들 사이의 인류유전학적 고리가 부족하다.

### 예수 그리스도 후기성도 교회의 반론
몰몬경을 공인하고 있는 예수 그리스도 후기 성도 교회에서는 몰몬경에 대한 공격이 몰몬경의 출현 이전부터 신뢰성을 훼손하기 위한 목적으로 꾸준히 제기되어 왔으나 그 중 성공한 것이 하나도 없다고 주장한다. 이 교회에서는 몰몬경의 진실성에 대한 여러 증거들이 쌓여감을 설명한다고 주장한다.
그 근거 중 하나로 미시간주의 아메리칸 인디언 무덤에서 출토된 점토판과 디트로이트주에서 출토된 석판들에서 창세기의 노아 홍수 역사가 그대로 기록된 내용이 발견된 것을 제시한다. 설화만 본다면 홍수설화는 전세계 각지역에서 나타나는 흔한 설화이며 그 줄거리 또한 유사하며, 노아의 홍수 설화만이 세계에서 유일한 홍수 설화도 아니다. 대한민국에만 700가지 홍수설화가 있으며 몇 가지를 제외하면 노아 홍수 설화와 이야기 흐름도 비슷하다. 하지만 1909년 해당 유물을 발굴한 몰몬교 고고학자 제임스 E. 탤메이즈는 유물을 직접 조사한 결과 조작한 유물이라는 결론을 내렸다. 해당 유물은 이후 노터데임 대학교에 인계하였고, 1960년대에 다시 후기성도 교회가 몰몬경의 역사성에 대한 근거로 제시했으나 2001년 오클랜드 대학교 인류학과 연구진의 조사 결과 1800년대에 제작한 작품이라고 다시 확인했다.
후기 성도 교회는 몰몬경의 진실성은 성신의 증거를 통해 확인되는 것이며, 직접 금판 원본을 보고 만져 본 증인 외에 수백만명의 증인이 있음을 상기한다. 또한 이 몰몬경을 접함에 있어서 몰몬경이 시험받는 게 아니라, 경전을 대하는 사람이 시험받게 된는다는 점을 지적한다. 몰몬경이 개인 저작물이라는 비판도 있는데, 여러 구체적인 조건에 의해 그것이 불가능하다고 주장한다.

## 주해
1. ↑  예를 들면 (마태복음 2:23) "나사렛이란 동리에 와서 사니 이는 선지자로 하신 말씀이 나사렛 사람이라 칭하리라 하심을 이루려 함이러라" 여기에 언급된 "선지자로 하신 말씀"이 구약에 존재하지 않는다. 따라서 고대에는 존재하고 사용되었으나 현대에 이르기까지의 전래 과정에서 오래전에 유실된 성경이 있음을 알 수 있다.
2. ↑  성경의 자체 기록에 의하면 고대에 성경으로 존재하여으나, 전래 과정에서 유실된 경전이 많은데, 예를 들면 다음과 같다. "언약서 (the Book of the Covenant)": <출애급기 24:7> "모세가 피를 취하여 반은 여러 양푼에 담고 반은 단에 뿌리고 언약서(the Book of the Covenant)를 가져 백성에게 낭독하여 그들이 가로되 여호와의 모든 말씀을 우리가 준행하리이다", "여호와의 전쟁기 (the Book of the Wars of the Lord)": <민수기 21:14> "이러므로 여호와의 전쟁기(the Book of the Wars of the Lord)에 일렀으되.", "야살의 책": <여호수아 10:13> "...야살의 책(the Book of Jasher)에 기록되기를 태양이 중천에 머물러서...", "사무엘이 나라의 제도를 기록한 책": <사무엘 상 10:25> "사무엘이 나라의 제도를 백성에게 말하고 책에 기록하여 여호와 앞에 두고.", "에녹서": 유10:14, "솔로몬의 행장": <열왕기상 11:41> "솔로몬의 남은 사적과 무릇 행한 일과 그 지혜는 솔로몬의 행장에 기록되지 아니 하였느냐..", "선견자 사무엘의 글과 선지자 나단의 글과 선견자 갓의 글": <역대상 29:29> "다윗왕의 시종 행적이 선견자 사무엘의 글과 선지자 나단의 글과 선견자 갓의 글에 다 기록되고...", "선지자 나단의 역사와 실로사람 아히야의 예언과 선견자 잇도의 묵시책": <역대하 9:29, 12:15, 13:22> "이 외에 솔로몬의 시종 행적은 선지자 나단의 글(the Book of Nathan, the Prophet)" , "스마야의 족보책": <역대하 12:15>, "실로 사람 아히야의 예언(the Prophecy of Ahijah, the Shilomite)", "선지자 잇도의 주석책": <역대하 13:22> "선견자 잇도의 묵시책(the Visions of Iddo, the Seer) 곧 잇도가 느밧의 아들 여로보암에게 대하여 쓴 책에 기록되지 아니하였느냐?" , "예후의 글": <역대하 20:34> "이 외에 여호사밧의 시종 하나님의 아들 예후의 글(the Book of Jehu)에 다 기록되었고 그 글은 이스라엘 열왕기(the Book of the Kings of Israel)에 올랐더라", "아모스의 아들 선지자 이사야가 기록한 웃시야의 시종행적": <역대하 26:22>, "선견자의 말씀": <역대하 33:19>, "고린도 사람들에게 보낸 바울의 잃어버린 편지": <고린도전서 5:9> "내가 너희에게 쓴 것(in an epistle)에 음행하는 자들을 사귀지 말라 하였거니와", "에베소서 사람들에게 보낸 편지 중 잃어버린 부분": <에베소서 3:3>, "라오디게아가 쓴 골로세서 사람들에게 보낸 편지 중 잃어버린 부분": <골로세서 4:16> "이 편지를 너희에게서 읽은 후에 라오디게아인의 교회에서도 읽게 하고 또 라오디게아로서 오는 편지(the epistle from Laodicea)를 너희도 읽으라."
3. ↑  헤롤드 비 리 회장은 이렇게 가르쳤다. "하나님의 참된 선지자의 특성은 첫 번째, 그는 그 시대에서 하나님의 대변자이며, 또한 그가 속한 백성의 대변자입니다. 두 번째, 그는 고대 진리를 다시 말하며, 또 백성들로 하여금 복음에 따른 불변의 율법에 충실하게 하려고 애씁니다. 세 번째, 그는 점차로 진행되는 계획에서 일어나는 문제들을 해결하기 위해 주님으로부터 추가적인 계시를 받습니다. 하나님에게서 퍼져 나온 그러한 새로운 진리는 오직 그 시대의 선지자를 통해서만 오게 됩니다. 조셉 스미스가 바로 그러한 사람이었으며, 모든 면에서 그는 하나님의 선지자였습니다. 이는 하나님은 선지자를 통해 하나님의 비빌을 백성들에게 알려주지 않고는 행함이 없으시다(아모스 3:7)는 성경의 가르침과 같습니다. 따라서 하나님의 뜻이 펼쳐지는 경륜의 시대에는 선지자가 부름 받도록 되어 있습니다.(교회 회장들의 가르침, 헤롤드 비 리, p71)

## 같이 보기
- 복음서 목록

### 한국어 자료
- 몰몬경
- 몰몬경 LDS.org
- 모르몬경
- 한국어 듣기 MP3 모르몬경 보관됨 2011-09-27 - 웨이백 머신

### 영어자료
- 모르몬경 (예수그리스도 후기성도 교회 버전)
- 미국 MP3 모르몬경